# Александра Вранеш
Александра Вранеш (Београд, 21. септембар 1960  - Београд, 17. јун 2025) била је српски универзитетски професор. Предавала је на Државном универзитету у Новом Пазару. Била је аутор више књига, бројних студија, учесник конференција у земљи и иностранству.

## Биографија
Дипломирала је на Филолошком факултету (група за југословенске књижевности и српскохрватски језик) 1983. године, а магистрирала шест година касније, на тему Задаци и организација факултетских библиотека: посебан осврт на библиотеке Филолошког факултета у Београду. Докторирала је на тему Српска библиографија из области књижевности, језика и библиотекарства у новинама, листовима и часописима од Орфелина (1776) до 1941. – теорија и историја. Била је асистент–приправник од 1985. до 1989. на предмету Основи библиотекарства на Филолошком факултету у Београду. Била је асистент од 1989. до 1997, а од 1997. до 1999. доцент, од 1999. до 2004. ванредни, а од 2004. редовни професор за предмете Библиотекарство, Методологија истраживања у библиотекарству, Техника научног рада и Српска библиографија. Управник је Катедре за библиотекарство и информатику од 2000. до 2006.
Била је декан Филолошког факултета у периоду од 2014. до 2016. године.
Била је аутор више књига, бројних студија, учесник конференција у земљи и иностранству. Објавила је преко педесет радова у часописима и зборницима. Од јуна 2005. до јуна 2009. године била је председник је Библиотекарског друштва Србије.

### Председник Библиотекарског друштва Србије
Александра Вранеш је била председник Библиотекарског друштва Србије у периоду од 2004. до 2009. године. У то време је Друштво интензивирало свој рад, изабрана је нова управа, урађен је нов статут на основу кога се профилисала организација рада Друштва и остале активности.
Александра Бранеш преминула је у Београду, 17. јуна 2025.

## Одабрана библиографија

### Монографије
- Српска библиографија у периодици : 1766-1941 (1997)
- Библиографија дела Десанке Максимовић : 1972-1998 (2001)
- Основи библиографије (2001)
- Рукописна заоставштина Десанке Максимовић : попис и опис (2001)
- Високошколске библиотеке (2004)
- Нишка народна библиотека : документ и свакодневица (2004)
- Од рукописа до библиотеке : појмовник (2006. и 2008)
- Школа и библиотека у Јапану / Љиљана Марковић и Александра Вранеш (2009)

### Чланци и други саставни делови
- Библиографија сербике : (јануар 1990. године- ) / Александра Вранеш // Књижевна историја. - ISSN 0350-6428. - Год. 24, бр. 88 (1992), pp. 413–454.
- Допринос Књижаре Браће Јовановића развоју српске библиографије / Александра Вранеш // Свеске. - ISSN 0353-5525. - ванредан број, 6 (1994), pp. 151–158.
- Литература о Момчилу Настасијевићу : селективна библиографија за период 1984-1994 / Александра Вранеш // Књижевност и језик. - ISSN 0454-0689. - 41, 3-4, pp. 131–135.
- Библиографија о Светом Сави / Александра Вранеш // Књижевност и језик. - ISSN 0454-0689. - Год. 42, бр. 1/2 (1995), pp. 173–196.
- Место Градине у развоју српске библиографије / Александра Вранеш // Градина. - ISSN 0436-2616. - Год. 31, бр. 11/12 (1996), pp. 47–55.
- Завичајна библиографија као темељ културне делатности библиотеке / Александра Вранеш // Библиотекарство на крају века / Саветовање библиотекара Србије, Врање, октобра 1995. - Београд : Библиотекарско друштво Србије, 1996. - (Едиција "Библиотекар" ; књ. 1). - pp. 118–124.
- Библиографија / Александра Вранеш // Београдска чаршија / Бранислав Нушић. - Београд : Арс Либри, 1996. - (Библиотека Класици ; књ. 3). - pp. 171–172.
- Библиографија литературе о Десанки Максимовић / Александра Вранеш // Књижевност и језик. - ISSN 0454-0689. - 44, 3/4 (1996), pp. 189–203
- Селективна библиографија песничких књига Десанке Максимовић / Александра Вранеш // Зовина свирала / Десанка Максимовић. - Београд : "Драганић", - (Сабране песме Десанке Максимовић ; књ. 6). -. 1997.  978-86-441-0193-2. стр. -339-351.
- Попис преписке Ђорђа Војновића / Александра Вранеш // Инђија у сећањима / Ђорђе Војновић. - Инђија : Народна библиотека "Др Ђорђе Натошевић", -. 1997.  978-86-80643-04-5. стр. -225-253..
- Прилог библиографији рукописне грађе Десанке Максимовић / Александра Вранеш // Приређивање издања целокупних дела Десанке Максимовић / приређивач Слободан Ж. Марковић. - Београд : Задужбина "Десанка Максимовић", 1997. - (Десанкини мајски разговори). - (1997), pp. 111–116
- Непознати библиограф Димитрије Давидовић / Александра Вранеш // Сусрети библиографа '96 / [редактор Душан Панковић]. - Инђија : Народна библиотека "Др Ђорђе Натошевић", -. . - 1997.  978-86-80643-02-1. стр. 45–49..
- Депозитне библиотеке и њихово место у стандардима / Александра Вранеш // Библиотекарство на крају века. 2 / Друго саветовање библиотекара Србије, Врњачка Бања, '96. - Београд : Библиотекарско друштво Србије, 1997. - (Едиција Библиотекар ; књ. 2). - pp. 47–53.
- Растко Петровић 1898 - 1949 / Александра Вранеш // Књижевност и језик. - ISSN 0454-0689. - 45, 4 (1997), pp. 99–102.
- Изазови образовања библиотекара / Александра Вранеш // Инфотека. - ISSN 1450-9687.. - Год. 6, бр. 3 (2005), pp. 205–208.
- Школска библиотека и школски библиотекар у односу на библиотечке и просветне стандарде / Александра Вранеш // Школски библиотекар сарадник у настави / уредници Александра Вранеш, Љиљана Марковић, Предраг Станојевић. - Београд : Филолошки факултет Универзитета : Библиотекарско друштво Србије, -. . - 2008.  978-86-86419-55-2. стр. 5–19..

### Уредник
- Народни посланик ; Сумњиво лице / Бранислав Нушић ; приредила Александра Вранеш. - Београд : "Драганић", 1998. - 282 стр.
- Свети Сава у песмама / [уредник Злата Бојовић]. - Београд : Друштво "Свети Сава", 1998. - 565 стр. - Напомене: pp. 549–554. - О овом издању: pp. 555. - Први део књ. је фототипско изд. из 1935. године. - Садржи: Свети Сава у народним и уметничким песмама / прикупио и средио Урош Џонић. ; Свети Сава у уметничким песмама 1935-1997 / скупили и средили Александра Вранеш, Бојан Ђорђевић
- Скуп библиотекара балканских земаља (2 ; 2002 ; Београд) Сарадња, образовање, квалитет : зборник радова са међународног скупа одржаног у Београду од 5. до 8. децембра 2001. године / [Други] скуп библиотекара балканских земаља ; главни уредник Александра Вранеш. - Београд : Филолошки факултет : Народна библиотека Србије, 2002. - XXXVI, 361 стр.
- Међународни научни скуп Интелектуална слобода и савремене библиотеке (2003 ; Београд). - Књига резимеа Међународног научног скупа Интелектуална слобода и савремене библиотеке, 25, 26, 27. септембар 2003, Београд / [организатори скупа Филолошки факултет Универзитета у Београду ... [и др.] ; уредник Александра Вранеш ; превод Вера Ђорђевић] = Summary Book of the International Scientific Meeting The Intellectual Freedom and Modern Libraries, 25, 26, 27 September 2003, Belgrade / [the organizers of the Conference Faculty of Philology, University of Belgrade ... [et al.] ; edited by Aleksandra Vraneš ; translated by Vera Đorđević]. - Београд : Филолошки факултет ; = Belgrade : Faculty of Philology of Belgrade University, 2003. - 131 стр. Упор. текст на срп. и енгл. језику.
- Економска улога библиотека у савременом друштву : зборник радова са међународног научног скупа одржаног у Београду од 7. до 9. октобра 2004. године / уредници Александра Вранеш, Љиљана Марковић ; [превод Гордана Стокић, Данијела Варшић]. - Београд : Филолошки факултет Универзитета у Београду : Факултет за менаџмент Универыитета "Браћа Карић" : Библиотекарско друштво Србије, 2005. - 307 стр.
- Савремена школска библиотека : зборник предавања одржаних 10. и 11. новембра на Филолошком факултету у Београду / уредник Александра Вранеш. - Београд : Библиотекарско друштво Србије, 2007. - 178 стр.
- Информациона писменост и доживотно учење / уредници Александра Вранеш, Љиљана Марковић, Гвен Александер. - Београд : Филолошки факултет Универзитета : Библиотекарско друштво Србије ; [Вичита] : Емпориа универзитет, 2008. - 494 стр. - На спр. насл. стр.: Information Literacy and Lifelong Learning. - Радови на срп. и енгл. језику.

### Предговор, пропратна реч
- О овој књизи / Александра Вранеш // Београдска чаршија / Бранислав Нушић. - Београд : Арс Либри, 1996. - (Библиотека Класици ; књ. 3). - стр. 3–5..
- Предговор / Александра Вранеш // Инђија у сећањима / Ђорђе Војновић. - Инђија : Народна библиотека "Др Ђорђе Натошевић", -. 1997.  978-86-80643-04-5. стр. -5-10..
- Предговор / Александра Вранеш // Мисли Десанке Максимовић / сабрала и приредила Александра Вранеш. - Београд : Стручна књига, 1999. - стр. 7–9..
- Предговор / Александра Вранеш // Уб - лепа варош, дивни људи / Милутин Јовановић Ђока. - Уб : Градска библиотека "Божидар Кнежевић", - (Библиотека Убава ; књ. 1). -. 2004.  978-86-903333-5-6. стр. -7-8..
- Реч о Друштву / Александра Вранеш // Библиотекар. - ISSN 0006-1816. - Год. 49, бр. 1/2 (2007), pp. 5–8.

### Аутор додатног текста
- Писмо читаоцима / Александра Вранеш // Мрвице / Виктор Кротов. - Зрењанин : Градска народна библиотека "Жарко Зрењанин", 2005. – стр. 131..
- Предговор / Александра Вранеш // НОВИНЕ србске / [уредник Мирко Демић]. - Фототипско изд. - Крагујевац : Народна библиотека "Вук Караџић", 2005.
- Уводна реч / Александра Вранеш // Деца и библиотеке : зборник радова са међународног научног скупа одрђаног у Београду од 5. до 9. октобра 2005. / уредник Александра Вранеш ; [превод Смиља Мишовић ... и др.]. - Београд : Филолошки факултет Универзитета : Библиотекарско друштво Србије, 2006. – стр. 17–20..